# Bulbophyllum minahassae
Bulbophyllum minahassae là một loài phong lan thuộc chi Bulbophyllum.